# Pantofelek (film)
Pantofelek (łot. Kurpe) – łotewsko-niemiecki komediodramat z 1998 roku w reżyserii Laili Pakalniņy, będący jej pełnometrażowym debiutem fabularnym.
Obraz miał swoją światową premierę w ramach sekcji "Un Certain Regard" na 51. MFF w Cannes.

## Fabuła
Groteskowa wariacja na temat opowieści o Kopciuszku, ukazująca zimnowojenną paranoję i nakręcona w poetyce slow cinema. Akcja rozgrywa się w latach 50. XX w. w nadmorskim miasteczku radzieckiej Łotwy. Gdy na stanowiącej granicę państwa plaży Armia Czerwona odnajduje tajemniczy kobiecy but, trzej rosyjscy wojacy zostają przydzieleni do misji odnalezieniu szpiega, który niechybnie pozostawił go na piasku. W tym celu młodzi żołnierze udają się do pobliskiego miasta, gdzie przymierzają pantofelek kolejnym podejrzanym paniom.

## Obsada
- Igors Buraks – Andriej
- Vadims Grossmans – Wołodia
- Jaan Tätte – Juhan
- Ivars Brakovskis – milicjant Kristaps
- Viktors Čestnovs – Roberts
- Andrejs Garnavl – pułkownik
- Jevgeņijs Ivaničevs – major Johanson
- Alna Jaunzeme – Nina
- Vilke Līmans – Vilka
- Oļegs Teterins – st. sierżant Maniedow
- Aija Uzulēna – Jautrite
- Irina Jegorowa – żona Robertsa[3]

## Produkcja
Zdjęcia kręcono w Lipawie (Kurlandia), skąd pochodzi autorka filmu.